# Stepan Filippovič Galaktionov
Stepan Filippovič Galaktionov (San Pietroburgo, 6 luglio 1779 – San Pietroburgo, 4 dicembre 1854) è stato un incisore, litografo e pittore russo.

## Biografia

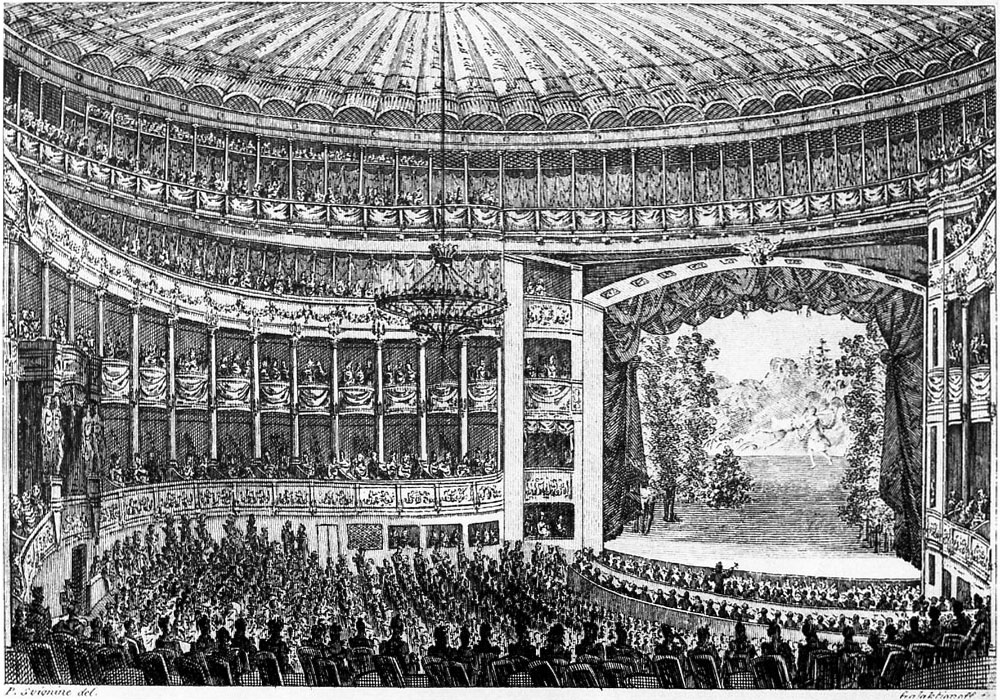
L'auditorium del Teatro Bol'šoj nel 1820. Incisione di Galaktionov dopo un disegno di P. P. Svinin

Studiò sotto la guida di Michail M. Ivanov all'Accademia russa di belle arti di San Pietroburgo, quindi si perfezionò nella litografia, in cui eccelse, grazie agli insegnamenti di I. S. Klauber.
Eseguì soprattutto incisioni paesaggiste; sia riproduzioni di opere d'altri artisti, tra i quali Claude Lorrain, Claude Joseph Vernet, Salomon van Ruysdael, ecc., ripresi con un grande rispetto per l'originale, sia vedute disegnate dal vero, quindi paesaggi tratti dai suoi disegni, oltre a fornire illustrazioni per numerose opere letterarie e almanacchi e a litografie, come quelle della famiglia imperiale (ritratto dello zar Alessandro I di Russia, serie di vedute di San Pietroburgo, ecc.).
Insegnò all'Accademia russa delle belle arti dal 1817 al 1854.